# Greg Abel
Gregory Edward Abel, född 1 juni 1962 i Edmonton i Alberta, är en kanadensisk företagsledare. Han är styrelseordförande för Berkshire Hathaway Energy och vice ordförande för Berkshire Hathaways icke-försäkringsverksamhet sedan januari 2018. Den 3 maj 2025 tillkännagavs att han kommer att bli Warren Buffets efterträdare som verkställande direktör för Berkshire Hathaway.

## Karriär
Karriären inleddes på Pricewaterhousecoopers på deras kontor i San Francisco, där han fick en tjänst som auktoriserad revisor. 1992 började han arbeta för Cal Energy, en geotermisk elproducent som 1999 förvärvade Midamerican Energy, och antog också detta nya namn på företaget. 

### Styrelseuppdrag och övriga engagemang
Abel är även vice ordförande för Edison Electric Institute och styrelseledamot för bland annat Kraft Heinz, Nuclear Electric Insurance Limited och Hockey Canada Foundation. Han har även suttit i styrelsen för Duke University och Drake University.